# Mentzingen (Adelsgeschlecht)

Wappen derer von Mentzingen

Die Freiherren von und zu Mentzingen (auch Menzingen, Mensingen o. ä.) sind ein Kraichgauer Adelsgeschlecht, das mit den Göler von Ravensburg und den Herren von Helmstatt auf einen gemeinsamen Stammvater zurückgehen soll und das nach seinem mittelalterlichen Stammsitz Menzingen (heute Stadtteil von Kraichtal) benannt ist. Die Stammreihe der bis heute existierenden Familie datiert zurück bis 1253.

## Geschichte
Raven de Wimpina zu Rappenau (Raban von Wimpfen * 1157?; † nach 1220), erstmals urkundlich erwähnt 1190, ein bedeutender staufischer Reichsministeriale in Wimpfen, hat um 1220 die Ravensburg in Sulzfeld errichtet. Zu seinen Besitztümern soll damals auch Rabans Aue (das heutige Bad Rappenau) gehört haben. Er gilt als der früheste gesicherte Vorfahre und hatte vier Söhne, die die Stämme der Göler von Ravensburg, der Herren von Helmstatt und der Herren von Mentzingen begründet haben sollen. Die drei Familien „mit dem Rabenwappen“ gehörten zum Kern der Kraichgauer Ritterschaft und prägten die Geschichte des Kraichgau vom Hochmittelalter bis zur Mediatisierung im Jahr 1806.

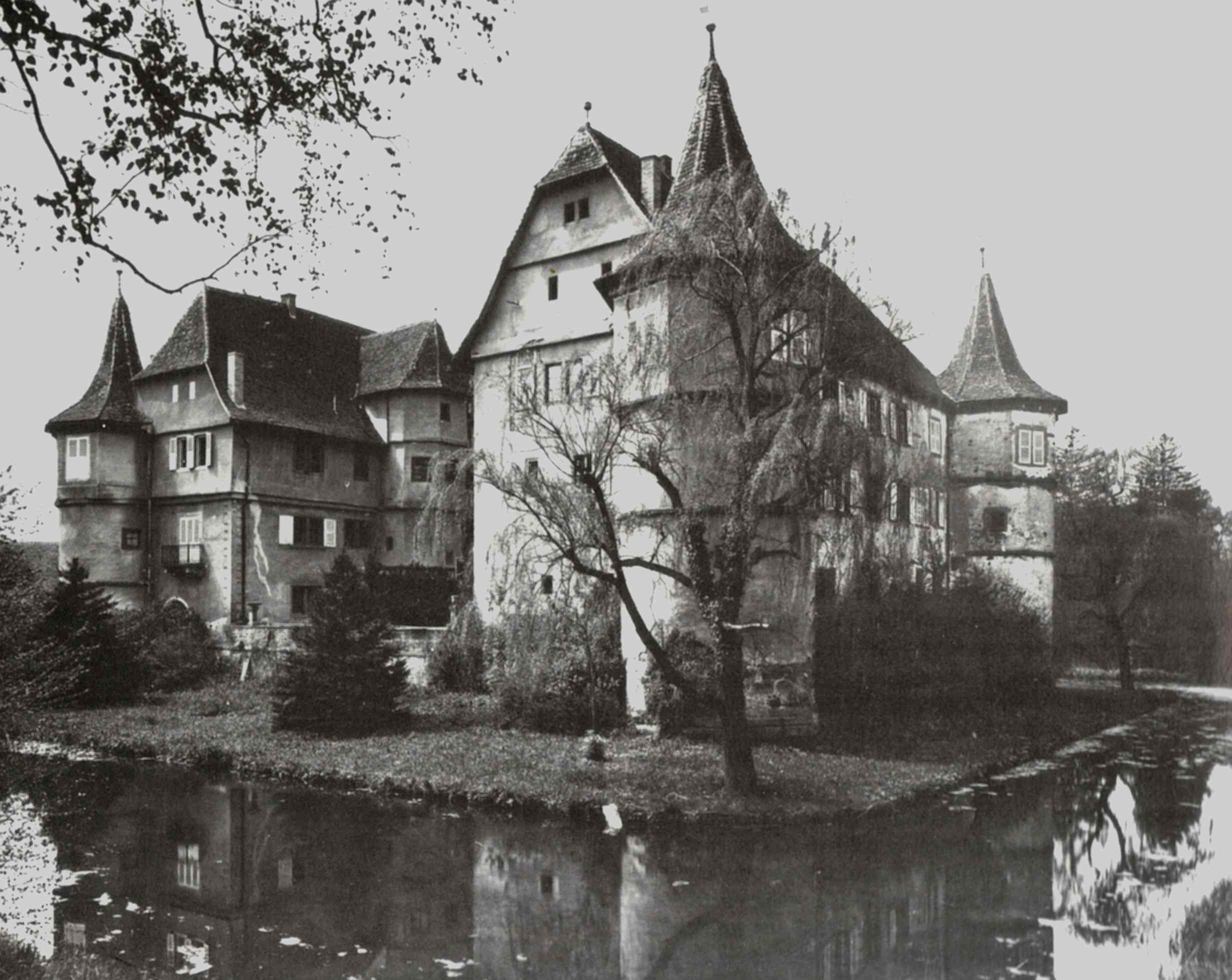
Wasserschloss Menzingen um 1905 (1945 zerstört)

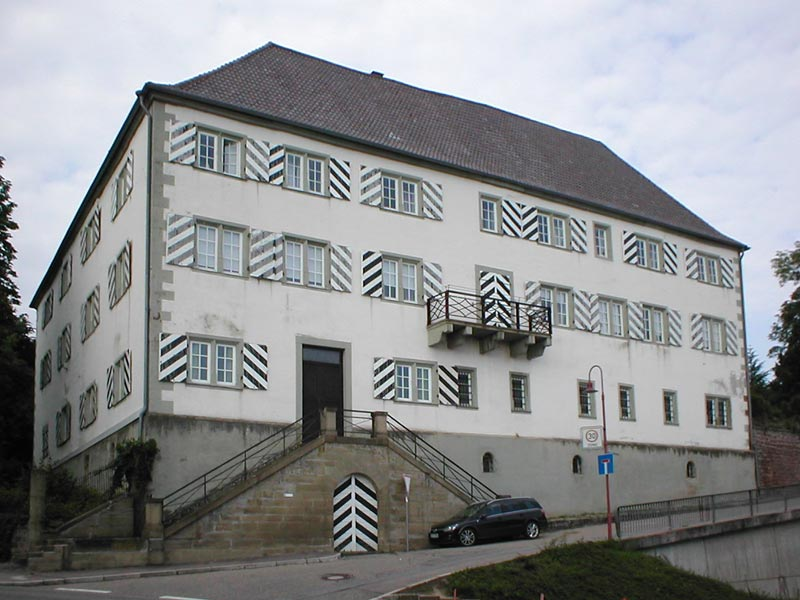
Schwanenburg Menzingen (heutiger Familiensitz)

Die sichere Stammreihe der heutigen Mentzingen beginnt mit Raban von Mentzingen, als Zeuge erwähnt in einer Urkunde des Speyrer Bischofs Heinrich von Leiningen vom 10. Mai 1253. Nach dem Aussterben eines altedelfreien Geschlechts in Menzingen, letzte Erwähnung 1216, waren die Ritter mit dem Rabenwappen wohl ab 1220, spätestens aber ab 1253 in Menzingen ansässig. Möglicherweise wurde der Besitz von der Vorgängerfamilie erheiratet und die in Menzingen ansässige Linie der Rabenritter nannten sich fortan nach dem Ort. Der Ort Menzingen, der sich nach wechselnden Schreibweisen seit dem 19. Jahrhundert anders als die Familie lediglich mit z schreibt, war einstiger Lorscher Besitz, der im Hochmittelalter auf die Grafen von Katzenelnbogen überging. Von diesen und nach deren Aussterben im 15. Jahrhundert von den Landgrafen von Hessen hatten die Mentzingen Ort und Burg Menzingen zu Lehen. Der älteste heute bekannte diesbezügliche Lehnbrief ist von 1359 und ist zugleich die älteste Urkunde im Archiv der Familie Mentzingen. In Menzingen bestanden bereits im 14. Jahrhundert zwei Burgen, vermutlich die Vorgängerbauten von Wasserschloss Menzingen und Schwanenburg, und dort hatte die Familie auch zumeist ihren Hauptsitz.
Nach dem Aussterben der Hohenstaufen standen die Mentzingen im 14. und 15. Jahrhundert in Diensten mehrerer geistlicher und weltlicher Fürsten in der näheren Umgebung. Hervorzuheben ist insbesondere die Orientierung zum Heidelberger Hof der Pfalzgrafen bei Rhein, die mit Rupprecht I. auch einen König stellten. Eberhard der Ältere (nachgewiesen von 1353 bis 1387) war kurpfälzischer Rat und ein bedeutender Kreditgeber der Pfalzgrafen. Er erhielt u. a. die Burg Streichenberg als pfälzisches Lehen. Eberhard der Jüngere von Mentzingen (nachgewiesen 1381 bis 1426) bekleidete das Amt des Marschalls am pfalzgräflich-königlichen Hof, war Gesandter beim Papst und später Mitglied des pfälzischen Regentschaftsrats. Sein Bruder Raban und weitere Familienangehörige standen als Vögte von Germersheim einem der größten kurpfälzischen Amtsbezirke vor. Im 15. Jahrhundert gehörten die Mentzingen zu den Gründern einer Turniergesellschaft Gesellschaft mit dem Esel, einem Zusammenschluss des hessischen und südwestdeutschen ritterschaftlichen Adels, der später im Ritterkanton Kraichgau aufging.
Andere Angehörige der Familie waren Domherren in Würzburg, Speyer, Worms und Mainz. Eberhard von Mentzingen war Deutsch-Ordens-Ritter, Hochmeisterkumpan in Königsberg und nahm 1478 an Gesandtschaften bei Kaiser Friedrich III. und Matthias Corvinus teil. Als nahe Verwandte des Bischofs Raban von Helmstatt konnten die Mentzingen einige speyerische Lehen erwerben. Ulrich von Mentzingen begleitete Bischof Raban nach Trier, als dieser dort Erzbischof wurde, und begründete eine Linie mit Diensten und Besitzungen am Niederrhein, bei den Herzögen von Berg und den Grafen von Moers.
Im Verlauf des 15. Jahrhunderts verlor die Familie einen großen Teil ihres ursprünglich ausgedehnten Besitzes in der Pfalz und im Kraichgau und konzentrierte sich auf das Stammlehen, Burg und Ort Menzingen, sowie ein badisches Lehen mit Gütern in Gochsheim und Bahnbrücken.
Unter Philipp von Mentzingen (1460–1525) und insbesondere unter seinen Söhnen Erasmus (1493–1535) und Peter (1498–1565) gelang eine Gesundung der Vermögenslage und ein neuer Aufschwung, indem den Bauern der Zugang zum Wald verboten wurde und Frohndienste mit nackter Gewalt eingefordert wurden. Eine Klage der Bauern vor dem Landgrafen von Hessen konnte wegen des beginnenden Bauernkrieges nicht mehr weiterverfolgt werden.
Peter von Mentzingen hatte sich in zahlreichen Feldzügen, unter anderem bei der ersten Belagerung von Wien durch die Türken (1529), ausgezeichnet und die im Bauernkrieg zerstörten Schlösser seiner Familie in Menzingen wieder aufgebaut. Er führte zusammen mit seinem Bruder um 1525 in Menzingen die Reformation ein und war ein besonderer Förderer des Reformators David Chyträus sowie dessen Bruders Nathan. Ein Dokument für das Selbstbewusstsein und die Gesetzgebungsbefugnis der Reichsritter in ihrem Herrschaftsbereich ist seine im Jahre 1546 erlassene Menzinger Dorfordnung.
Peters Sohn Bernhard (1553–1628) wirkte als Direktor des Kraichgauer Ritterkantons maßgeblich für die Unabhängigkeit gegenüber den benachbarten Fürsten und war Teilnehmer an zahlreichen Gesandtschaften. Sein Sohn Johann Bernhard (1587–1659) war ebenfalls Direktor der Kraichgauer Ritterschaft und engagierte sich auf schwedischer Seite im sog. Heilbronner Bund. Unter seiner Ägide hatten Dorf und Herrschaft Menzingen im Dreißigjährigen Krieg schwerste Zerstörungen und Verluste zu erleiden.

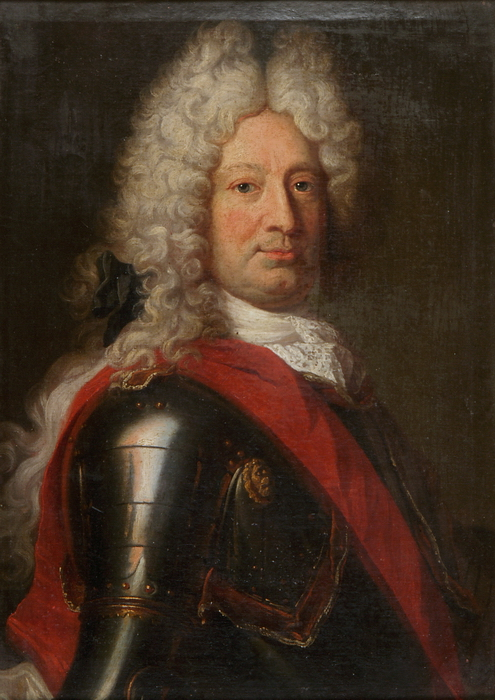
Maximilian von Menzingen (1635–1708), württembergischer Feldmarschall

Dorthea Sybilla von Mentzingen, Äbtissin des Kraichgauer Adeligen Damenstift (1733–1770)

Vom ausgehenden 17. Jahrhundert bis zum späten 18. Jahrhundert befand sich der Hauptsitz der Familie auf Schloss Gondelsheim. Angehörige dienten an mehreren evangelischen Höfen und hatten dort z. T. bedeutende Ämter. Maximilian von Mentzingen (1635–1708) war württembergischer Feldmarschall und Präsident des Geheimen Rats, sein Bruder Gustav Ferdinand (1637–1701) Geheimer Rat und Hofmarschall in Baden-Durlach und der jüngste Bruder Benjamin (1648–1723) Hofmeister und Geheimer Rat in Stuttgart. Auf Benjamin und seine Frau Sophia Charlotte Klenke von Renckhausen. geht die heutige Familienlinie zurück. Johann Reinhard (1683–1735) und Bernhard Friedrich (1706–1752) waren Direktoren der Kraichgauer Ritterschaft. Gottfried von Mentzingen und seine Frau Amalie Elisabeth, geb. Freiin von Bettendorf, stifteten 1718 das bis heute bestehende Kraichgauer Adelige Damenstift für die ledig gebliebenen Töchter evangelischer adeliger Familien mit dem Hofgut in Bockschaft.
Durch Heiraten und Zuerwerb waren Güter und Herrschaften (u. a. Gondelsheim, Bonartshausen, Bodelshofen (1680–1740), Burg Sulzburg (Lautertal) sowie in Westfalen Gut Renkhausen und Lübbecke) in den Besitz der Familie gekommen, jedoch durch die Ausheirat von Töchtern und finanzielle Krisen später wieder auch wieder verlorengegangen. Nach dem Verlust des zeitweiligen Hauptsitzes in Gondelsheim wurde Menzingen wieder zum Hauptsitz. 1806 erfolgte die Mediatisierung durch das neu entstandene Großherzogtum Baden und damit der Verlust der Reichsunmittelbarkeit. Die Angehörigen der Familie dienten im 19. und frühen 20. Jahrhundert als Offiziere und Diplomaten. Peter von Mentzingen (1854–1939) war Mitglied des badischen Landtags.
An die lange Familiengeschichte erinnern außer den lebenden Nachkommen insbesondere die Menzinger Schlösser. Das Wasserschloss Menzingen, einst eine der besterhaltenen spätmittelalterlichen Tiefburgen, wurde durch einen Fliegerangriff im April 1945 zur Ruine. Vom oberen Schloss, der Schwanenburg, steht noch das Hauptgebäude, das seit 1945 als Wohnsitz dient.
Das Schloss Hugstetten bei Freiburg kam auf dem Erbweg von der Familie von Andlau an die Mentzingen, die es bis heute besitzen. Schloss Bürg im Landkreis Heilbronn wurde 1545 von den Freiherren von Gemmingen erbaut und kam jüngst über Erbfolge an die Freiherren von Mentzingen.

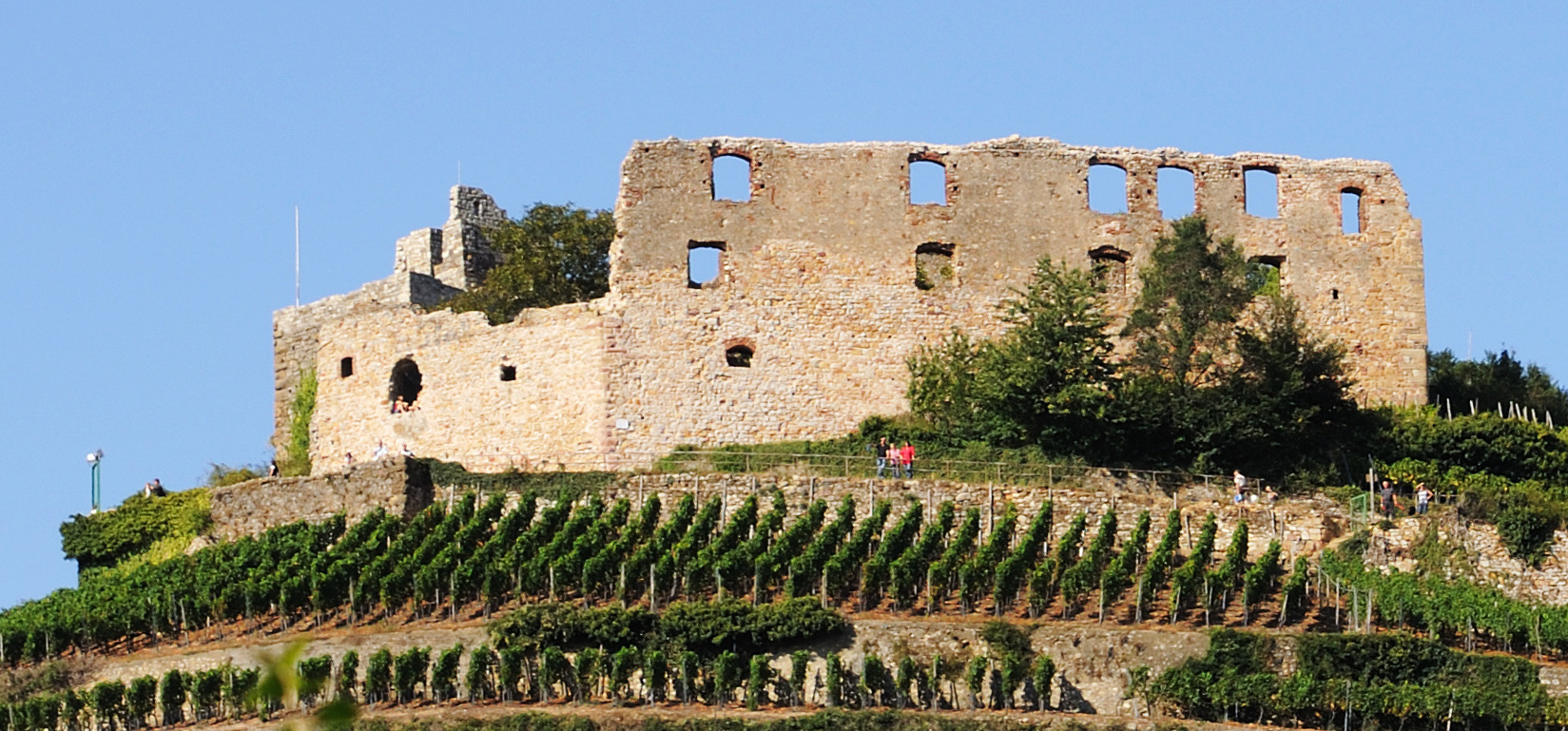
Burg Staufen, bis 1896 im Besitz der Familie
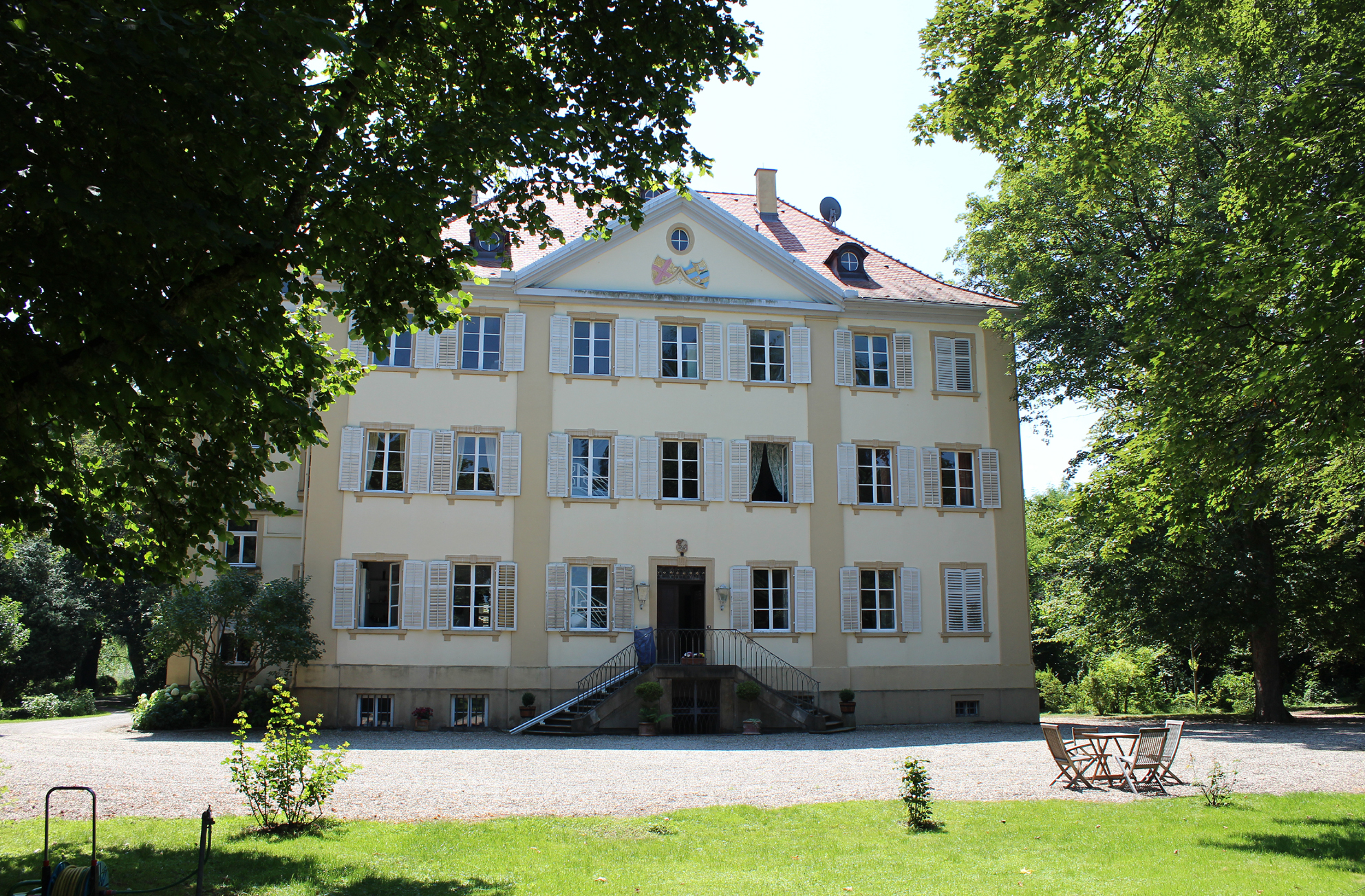
Schloss Hugstetten
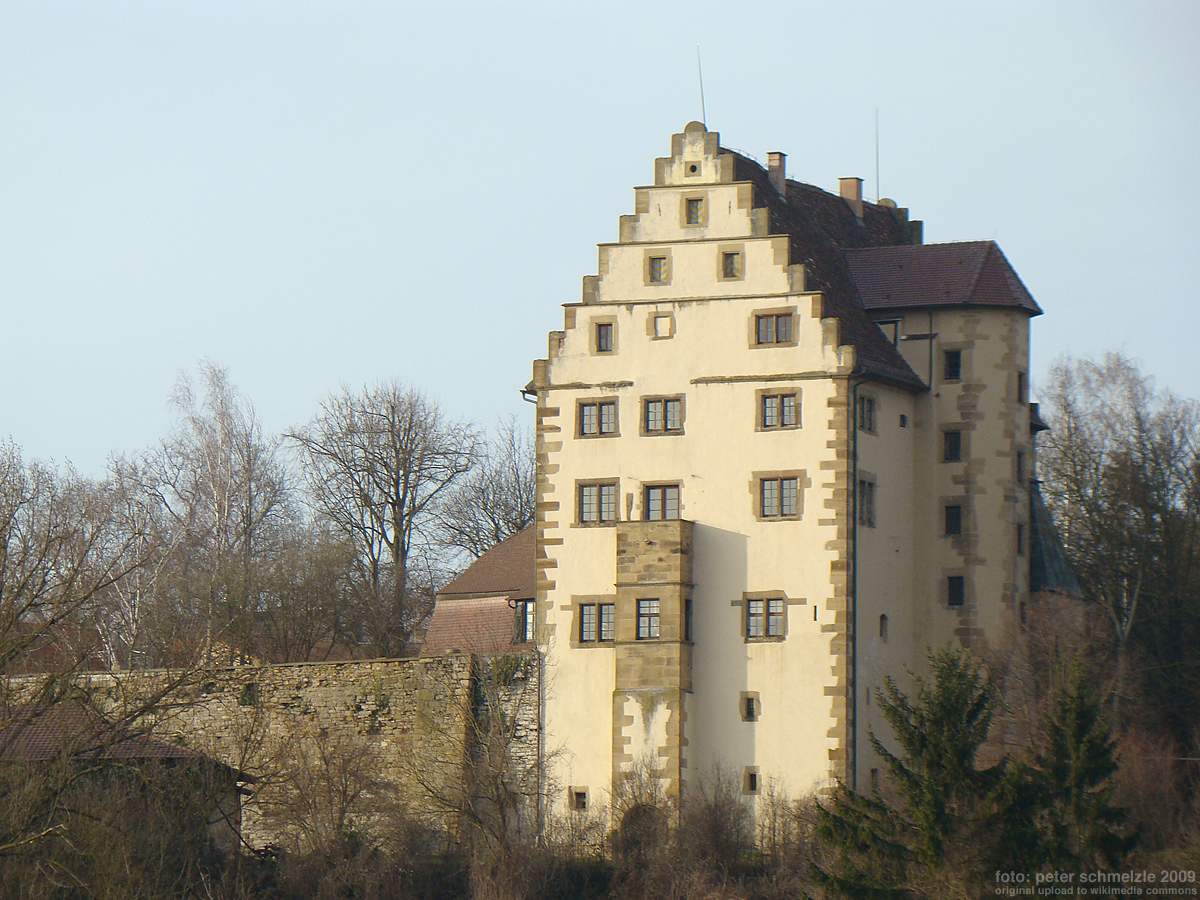
Schloss Bürg

## Wappen
Das Stammwappen zeigt in Silber einen flugbereiten schwarzen Raben. Auf dem Helm mit schwarz-silbernen Decken ein wachsender silberner Schwan mit goldenem Schnabel und erhobenen goldenen Flügeln, deren schwarze Schwungfedern mit silbernen Lindenblättern bestreut sind.

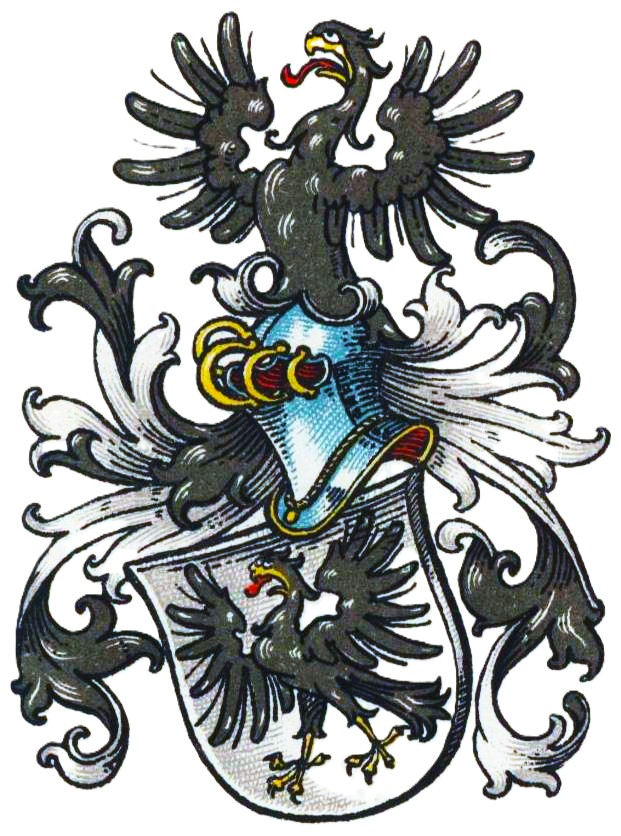
Wappen derer von Menzingen im Wappenbuch des Westfälischen Adels (fälschlicherweise mit Adler anstatt Raben)
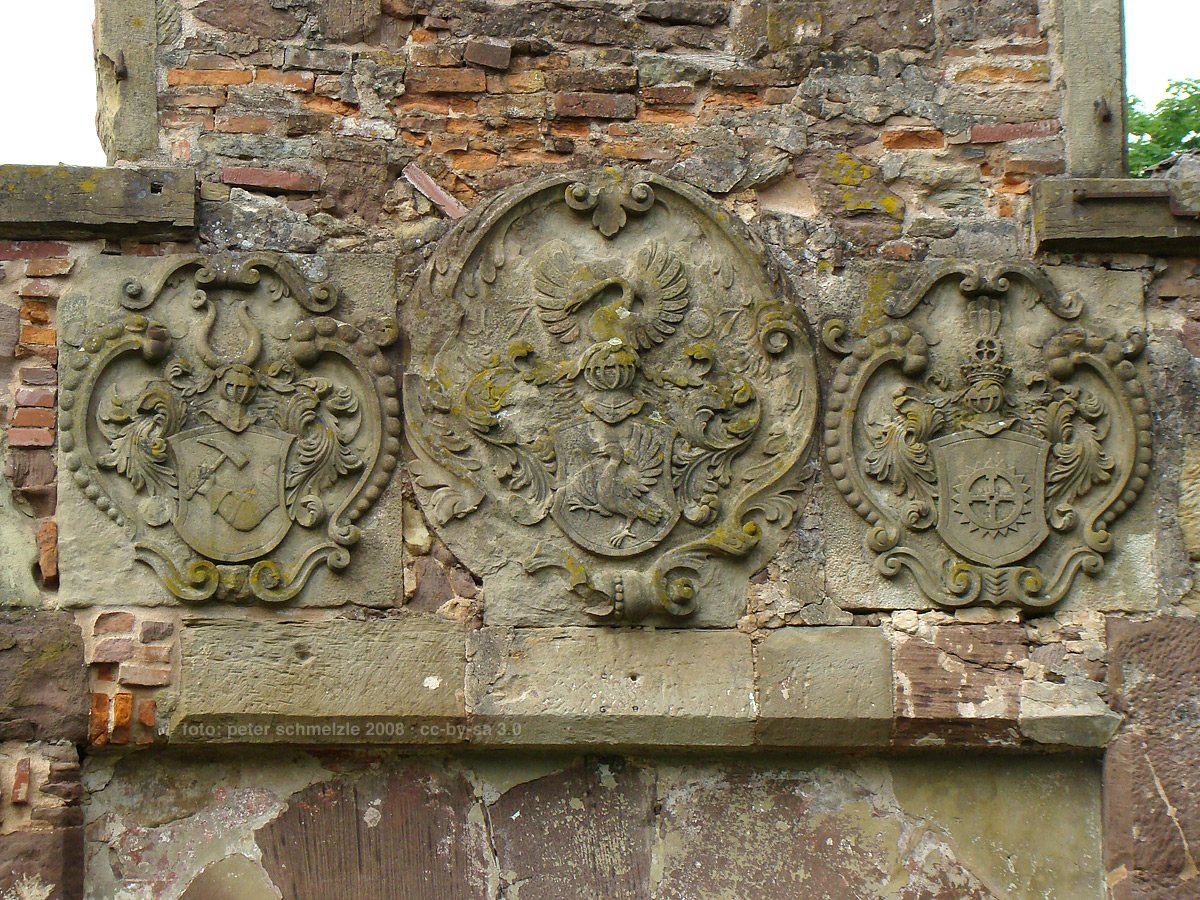
Wappen von 1707 am Wasserschloss Menzingen
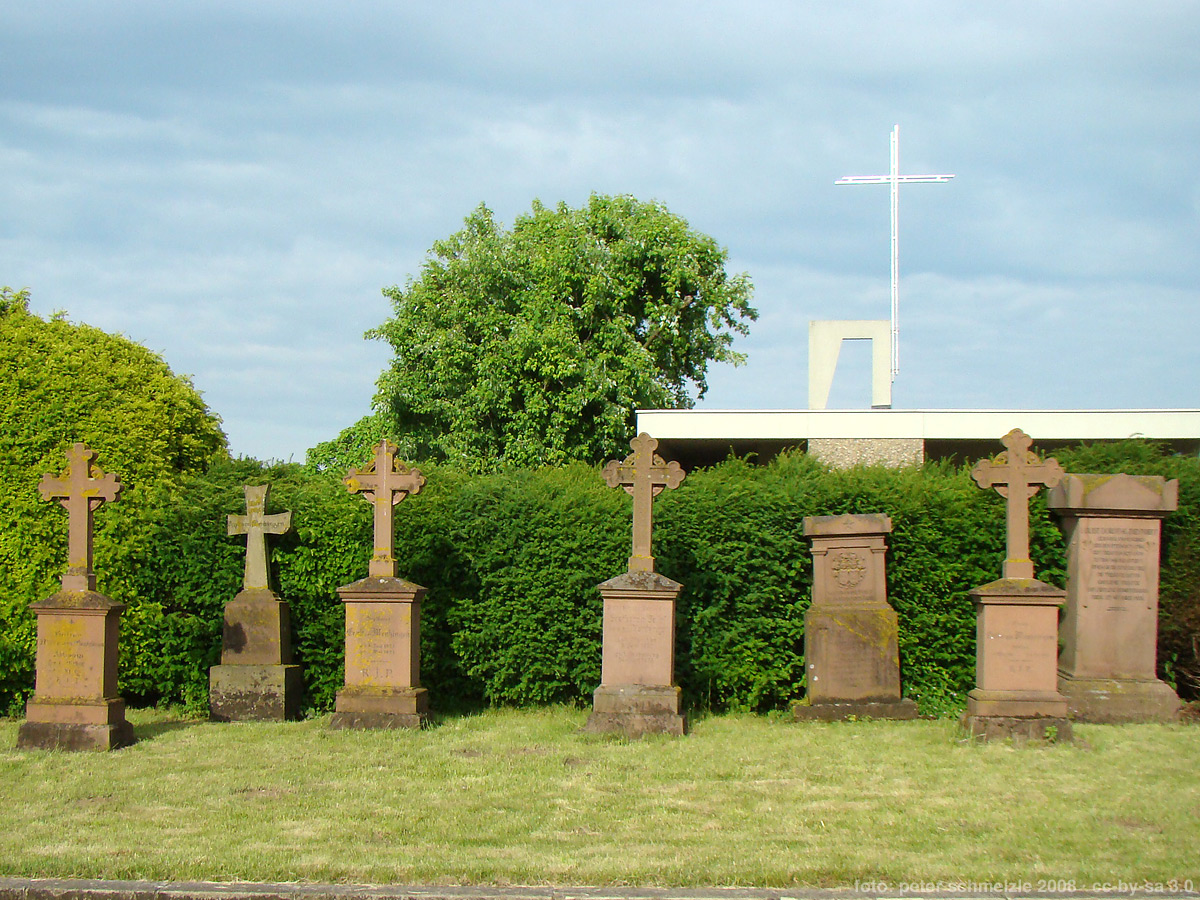
Grabmale der Freiherren von Mentzingen auf dem Menzinger Friedhof

## Persönlichkeiten
- Peter von Mentzingen (1854–1939), Mitglied des badischen Landtags
- Friedrich von Mentzingen (1858–1922), deutscher Diplomat
- Joseph von Mentzingen (1900–1974), deutscher Gutsbesitzer
- Franz von Mentzingen (1932–2023), deutscher Botschafter